# Банд, Макс
Макс Банд, урождённый Мордехай Банд (21 августа 1901, город Владиславов Сувалкской губернии, ныне город Кудиркос-Науместис, Шакяйского района Мариямпольского уезда Литвы — 8 ноября 1974, Голливуд, штат Калифорния) — литовский художник-пейзажист еврейского происхождения. Представитель французской художественной школы. 

## Биография
Осиротел в пятилетнем возрасте. Рисовать научился самостоятельно, изготавливая вывески для магазинов. 
С 1919 года преподавал в Мариямпольской еврейской гимназии. 
В 1923 году уехал учиться в Берлин в частную художественную академию. С 1930 года жил в Париже. В 1940 году переехал в США, где добился международной известности. 
Организовал персональные выставки в Каунасе (1925, 1932), в Берлине (1924, 1929, 1931), в Париже (1926, 1929, 1932, 1936, 1939), в Нью Йорке (1927, 1930, 1934), в Лос-Анджелесе (Stendahl Gallery, 1941; County Museum of Art, 1943), в Калифорнии (Art Club; California Palace of the Legion of Honor, 1956).
Его творчество представлено во многих музейных собраниях, среди них — Люксембургский музей в Париже, Музей искусств Лос-Анджелеса (LACMA), Музей Хехта Университета Хайфы, Государственный еврейский музей Виленского Гаона в Вильнюсе и других. 
Отец режиссёра и сценариста Альберта Бэнда (1924—2002), дед режиссёра и кинопродюсера Чарльза Бэнда (род. 1951) и композитора Ричарда Бэнда (род. 1953), прадед Алекса Бэнда, вокалиста группы The Calling.
Автор книги «История современного искусства» (1935).